# خرگوشچه سانتا مارتا
خرگوشچه سانتا مارتا (نام علمی: Sylvilagus sanctaemartae) گونه‌ای از خرگوشک دم‌پنبه‌ای است که بومی مناطق پست شمال کلمبیا است. در گذشته به عنوان زیرگونه‌ای از خرگوشچه رایج (Sylvilagus brasiliensis) در نظر گرفته می‌شد، اما تجزیه و تحلیل در سال ۲۰۱۷ تأیید کرد که از نظر ظاهر و ژنتیک به اندازه کافی متمایز است که به تنهایی یک گونه در نظر گرفته شود. نام سانتا مارتا از رشته کوهی که این گونه برای نخستین بار در آنجا کشف شد (نوع محلی آن)، سیرا نوادا د سانتا مارتا گرفته شده است.